# Conferência Sul da Liga BFA 2019 - Acesso
A Conferência Sul foi uma das quatro conferências da Liga BFA 2019 - Acesso. A conferência teve sete times no qual todos jogavam contra todos. Os quatro melhores times avançaram às semifinais, com o primeiro recebendo o quarto colocado e o segundo recebendo o terceiro. Os vencedores avançaram para a final de conferência. O campeão da conferência garantiu acesso à Liga BFA 2020 - Elite.

## Classificação da Temporada Regular
Classificados para os Playoffs estão marcados em verde.
| Pos | Times                 | V | E | D | PCT   | PF  | PS  | SP  |
| --- | --------------------- | - | - | - | ----- | --- | --- | --- |
| 1   | Brown Spiders FA      | 4 | 0 | 0 | 1.000 | 121 | 18  | 103 |
| 2   | Armada Lions FA       | 4 | 0 | 0 | 1.000 | 118 | 18  | 100 |
| 3   | Canoas Bulls          | 3 | 0 | 1 | .750  | 83  | 66  | 17  |
| 4   | Porto Alegre Gorillas | 2 | 0 | 2 | .500  | 75  | 66  | 9   |
| 5   | Santa Cruz Chacais[a] | 0 | 0 | 3 | .000  | 12  | 62  | -50 |
| 6   | Juventude FA[a]       | 0 | 0 | 3 | .000  | 13  | 103 | -90 |
| 7   | Moon Howlers FA       | 0 | 0 | 4 | .000  | 15  | 104 | -89 |

### Resultados
Primeira Rodada
| 6 de julho 14:00 UTC -3 | Relatório | Moon Howlers FA | 12–22 | Porto Alegre Gorillas |  | Croco Stadium, Curitiba-PR |  |

| 13 de julho 14:00 UTC -3 | Relatório | Armada Lions FA | 14–00 | Santa Cruz Chacais |  | Estádio do Grêmio Esportivo Nacional, São Leopoldo-RS |  |

Segunda Rodada
| 3 de agosto 14:00 UTC -3 | Relatório | Santa Cruz Chacais | 06–19 | Brown Spiders FA |  | Estádio dos Plátanos, Santa Cruz do Sul-RS |  |

| 10 de agosto 14:00 UTC -3 | Relatório | Porto Alegre Gorillas | 07–24 | Canoas Bulls |  | Parque Esportivo da PUCRS, Porto Alegre-RS |  |

Terceira Rodada
| 24 de agosto 14:00 UTC -3 | Relatório | Canoas Bulls | 29–06 | Santa Cruz Chacais |  | Estádio do Grêmio Esportivo Nacional, São Leopoldo-RS |  |

| 24 de agosto 14:00 UTC -3 | Relatório | Juventude FA | 00–54 | Armada Lions FA |  | Campo do Grêmio São Luiz, Farroupilha-RS |  |

| 25 de agosto 14:00 UTC -3 |  | Brown Spiders FA | 24–03 | Moon Howlers FA |  | Centro Politécnico da UFPR, Curitiba-PR |  |

Quarta Rodada
| 8 de setembro 13:30 UTC -3 | Relatório | Canoas Bulls | 21–03 | Juventude FA |  | Estádio da Montanha, Bento Gonçalves-RS |  |

Quinta Rodada
| 21 de setembro 14:00 UTC -3 | Relatório | Armada Lions FA | 30–00 | Moon Howlers FA |  | Parque Esportivo da PUCRS, Porto Alegre-RS |  |

| 22 de setembro 14:00 UTC -3 | Relatório | Juventude FA | 10–28 | Porto Alegre Gorillas |  | Campo do Grêmio São Luiz, Farroupilha-RS |  |

| 5 de outubro 14:00 UTC -3 | Relatório | Brown Spiders FA | 50–09 | Canoas Bulls |  | Centro Politécnico da UFPR, Curitiba-PR |  |

Sexta Rodada
| 12 de outubro 14:00 UTC -3 | Relatório | Porto Alegre Gorillas | 18–20 | Armada Lions FA |  | Parque Esportivo da PUCRS, Porto Alegre-RS |  |

| 26 de outubro 14:00 UTC -3 | Relatório | Moon Howlers FA | 00–28 | Brown Spiders FA |  | Croco Stadium, Curitiba-PR |  |

| 27 de outubro 14:00 UTC -3 | Cancelado[a] | Santa Cruz Chacais | – | Juventude FA |  | Estádio dos Plátanos, Santa Cruz do Sul-RS |  |

## Playoffs
Em itálico, os times que possuem o mando de campo e em negrito os times classificados.
|  | Semifinais | Semifinais            | Semifinais      |    |  | Final            | Final | Final |
|  |            |                       |                 |    |  |                  |       |       |
|  | #1         | Brown Spiders FA      | 36              |    |  |                  |       |       |
|  | #4         | Porto Alegre Gorillas | 02              |    |  |                  |       |       |
|  |            |                       |                 |    |  | Brown Spiders FA | 24    |       |
|  |            |                       | Armada Lions FA | 21 |  |                  |       |       |
|  | #2         | Armada Lions FA       | 14              |    |  |                  |       |       |
|  | #3         | Canoas Bulls          | 07              |    |  |                  |       |       |

### Semifinais
| 24 de novembro 14:00 UTC -3 | Relatório | Brown Spiders FA | 36–02 | Porto Alegre Gorillas |  | Campo União Capão Raso, Curitiba-PR |  |

| 23 de novembro 18:00 UTC -3 | Relatório | Armada Lions FA | 14–07 | Canoas Bulls |  | Parque Esportivo da PUCRS, Porto Alegre-RS |  |

### Final
| 7 de dezembro 14:00 UTC -3 | Relatório | Brown Spiders FA | 24–21 | Armada Lions FA |  | Campo União Capão Raso, Curitiba-PR |  |

## Premiação
| Conferência Sul da Liga BFA 2019 - Acesso |
| Paraná                                    |
| ----------------------------------------- |
| Brown Spiders FA Campeão (1º título)      |